# السحارة (حلب)
السحارة قرية سورية تقع إلى الغرب من مدينة حلب، ولقد اشتهرت بهذا الاسم نسبة إلى برج روماني قديم يُدعى سحرتا، كما أنها تتوسط سلسلة من الجبال، وتتفرد عن غيرها من البلدات بكونها مركزاً.